# Буссе, Иоганн Генрих
Иоганн Генрих Бу́ссе (в России — Иван Фомич; 1763—1835) — библиотекарь, пастор; адъюнкт и почётный член Петербургской академии наук.

## Биография
Иоганн Генрих Буссе, известный в России под именем Иван Фомич, родился в германской провинции Бранденбург в городе Гарделегене в 1763 году. После окончания в августе 1785 года Галльского университета он был приглашён в Петербург на должность помощника директора (конректора) академической гимназии, а в 1788 году был назначен унтер-библиотекарем при Академии Наук. С 1795 года Иван Фомич работал адъюнктом Академии, а 19 марта 1800 года избран почётным членом Петербургской академии.
Выйдя в отставку в 1801 году он занял должность пастора в церкви святой Екатерины на Васильевском острове. В 1819 году после отъезда из России, поселился в Галле, затем в Грабове.
С 1794 по 1796 годы Буссе издавал журнал «Journal von Russland», который был полностью посвящён исследованиям России, а также переводил с русского языка, в частности, его перу принадлежит немецкий перевод труда Г. А. Сарычева «Путешествие по северо-восточной Сибири» (нем. «Gawrilla Sarytschew's achtjahrige Reise im nordostlichen Sibirien, auf dem Eismeere und dem nordlichen Ocean»).

## Семья
В России известны потомки Буссе: сыновья Франц Иванович и Фёдор Иванович (1794—1859) — педагоги-математики и внук Фёдор Фёдорович (Теодор Фридрихович; 1838—1896) — географ, исследователь Дальнего Востока. Другой внук — Николай Васильевич (1828—1866) — военный и государственный деятель, генерал-майор.